# Сергева, Сехам
Сехам Сергева (араб. سهام سرقيوة‎, род. около 1963 — 17 июля 2019) — ливийский психолог, которая в 2014 году была избрана членом Палаты представителей Ливии. 17 июля 2019 года была похищена лоялистами Халифы Хафтара из Ливийской национальной армии. Миссия ООН в Ливии выразила глубокую озабоченность произошедшим, а также заявила, что «отношение к лишению женщин права голоса в процессе принятия решений не должно быть терпимым». По состоянию на 17 октября 2019 года местонахождение Сергевы оставалось неизвестным, результаты расследования её похищения не обнародованы.

## Биография
Сергева — психолог со степенью в области клинической психологии, которую она получила за защищённую в 1998 году в Королевском колледже Лондона работу. До конца 2000-х годов жила в Лондоне, работала психологом, а также занималась исследованиями в больнице имени Гая.
За некоторое время до начала Арабской весны вернулась в Ливию, принимала участие в протестах против режима Каддафи.
В 2011 году Сергева расследовала использование сексуального насилия в качестве оружия во время гражданской войны в Ливии. Ей удалось собрать документальные подтверждения 300 изнасилований, а всего, по оценкам Сергевы, на тот момент было изнасиловано около 6 тысяч женщин. Сергева заявляла, что Муаммар Каддафи лично изнасиловал пять женщин, работавших его собственными телохранителями, а затем подарил их высокопоставленным чиновникам в качестве сексуальных игрушек. Также Сергеве удалось установить, что лояльным Каддафи войскам раздавали виагру и презервативы, чтобы они охотнее занимались сексуальным насилием в мятежных регионах. В ходе своего расследования Сергева посещала лагеря беженцев на границе с Тунисом и Египтом, среди беженцев она распространила опросники, и получила около 50 тысяч ответов. Абсолютно во всех случаях, данные о которых удалось собрать Сергеве, в качестве насильников были названы лоялисты Каддафи. В отдельных случаях жертвы подвергались групповым изнасилованиям, их держали в плену несколько дней, а количество насильников доходило до 15. Все свои материалы, собранные в ходе расследования, Сергева передала Международному уголовному суду по Ливии.
В 2014 году Сергева была избрана членом Палаты представителей, она получила 5883 голоса.

## Похищение
16 июля 2019 года, за день похищения, Сергева дала интервью, в котором критиковала предпринятое войсками Хафтара наступление на Триполи, которое было начато в преддверии Ливийской национальной конференции, целью которой было преодоление кризиса в стране. Также она заявила, что Ливии необходимо сформировать правительство национального единства, в состав которого должны войти «Братья-мусульмане».
17 июля 2019 года в дом Сергевы ворвались 25-30 вооружённых людей в масках, они были членами 106-й бригады Ливийской национальной армии, подчиняющейся Халифе Хафтару и известной как «салафитская бригада „Авлияаль-Дам“» (араб. أوليء الدم‎),. Нападающих возглавлял сын Хафтара Халид. В районе, где проживала Сергева, было отключено электричество, также к дому и его окрестностям было подогнано множество армейских машин, чтобы помешать побегу или прибытию полиции. Мужу Сергевы военные выстрелили в ноги, а 14-летнего сына избили. Они оба были госпитализированы, доступ посетителей к ним был ограничен. Палата, в которой они находились, была взята под охрану.
3 августа Номан Бенотман, проживающий в Великобритании бывший член Ливийской исламской боевой группы, заявил, что Сергева была убита в день её похищения.
Палата Представителей выпустила заявление, в котором объявила Хафтара «морально и законно» ответственным за захват Сергевы, а также «разрушение её жизни». Миссия ООН в Ливии 18 июля заявила, что «похищения, незаконные аресты и удержания людей из-за их политических взглядов или симпатий наносят серьёзный удар верховенству закона и являются очевидными нарушениями международного гуманитарного права, а также прав человека», а «отношение к лишению женщин права голоса в процессе принятия решений не должно быть терпимым».
4 сентября глава Миссии ООН в Ливии Гассан Саламе призвал «власти на востоке» расследовать похищение Сергевы и обнародовать результаты.